# Sturmgeschütz-Brigade 325
De Sturmgeschütz-Abteilung 325 / Sturmgeschütz-Brigade 325 / Heeres-Sturmgeschütz-Brigade 325 / Heeres-Sturmartillerie-Brigade 325 was tijdens de Tweede Wereldoorlog een Duitse Sturmgeschütz-eenheid van de Wehrmacht ter grootte van een afdeling, uitgerust met gemechaniseerd geschut. Deze eenheid was een zogenaamde Heerestruppe, d.w.z. niet direct toegewezen aan een divisie, maar ressorterend onder een hoger commando, zoals een legerkorps of leger.
Deze Sturmgeschütz-eenheid kwam in actie aan het oostfront gedurende zijn hele bestaan, in Moldavië, Hongarije en eindigend in Oostenrijk.

## Krijgsgeschiedenis

### Sturmgeschütz-Abteilung 325
Sturmgeschütz-Abteilung 325 werd officieel opgericht op 24 november 1943. Maar het personeel voor deze Abteilung verzamelde zich al op 15 april 1943 in Neiße uit o.a. een kader van de 1e Batterij van Sturmgeschütz-Abteilung 912. Medio september ging het dan naar Altengrabow, waar de Sturmgeschützen opgehaald werden. Eind november volgde dan de verplaatsing naar Frankrijk, naar Tours in “Camp du Ruchards”, onder “Aufstellungsstab West”.
Op 14 februari 1944 werd de Abteilung in Tours omgedoopt in Sturmgeschütz-Brigade 325.

### Sturmgeschütz-Brigade 325
De omdoping in Sturmgeschütz-Brigade betekende echter geen organisatorische verandering, de samenstelling bleef gelijk. Eind april werd de brigade naar het oostfront gestuurd, naar Iași. Hier werd de brigade toegevoegd aan de Roemeense “Garde”-Infanteriedivisie bij het Roemeense 5e Legerkorps, Roemeense 4e Leger en kwam in actie tegen het Sovjet Eerste Iași-Chisinau-offensief. Later volgde inzet bij het Roemeense 4e en 6e Legerkorps.
Op 10 juni 1944 werd de brigade omgedoopt in Heeres-Sturmgeschütz-Brigade 325.

### Heeres-Sturmgeschütz-Brigade 325
Tijdens het Eerste Iași-Chisinau-offensief, vanaf 20 augustus 1944, werd de brigade compleet overlopen en grotendeels vernietigd. Wat kon ontsnappen, was te voet door de Karpaten, geen enkele Sturmgeschütz bleef gespaard. Daar werd de brigade in Hongarije weer deels herbouwd/opgefrist en moest vrijwel meteen weer in actie komen. Gedurende de eerste drie weken van oktober 1944 vocht de brigade ten zuiden van Debrecen en vervolgens de laatste week ten noordwesten van deze stad. De brigade werd toegevoegd aan de 23e Pantserdivisie voor inzet tussen het Balatonmeer en de Donau eind december 1944. Eind maart/begin april 1945 was de brigade in actie bij het 8e Leger in Hongarije en Slovakije.
Na toevoeging van een Begleit-Grenadier-Batterie werd de brigade op 3 april 1945 omgedoopt in Heeres-Sturmartillerie-Brigade 325.

### Heeres-Sturmartillerie-Brigade 325
De brigade trok in april 1945 terug naar Oostenrijk.

### Einde
De Heeres-Sturmartillerie-Brigade 325 capituleerde op 8 mei 1945 in Oostenrijk.

## Samenstelling
- Staf
- 1e Batterij
- 2e Batterij
- 3e Batterij
- Begleit-Grenadier-Batterie, ofwel een compagnie begeleidingssoldaten, vanaf 3 april 1945

## Commandanten
| Rang      | Naam             | Begin            | Eind |
| --------- | ---------------- | ---------------- | ---- |
| Hauptmann | Oskar Vogler     | 24 november 1943 |      |
| Hauptmann | Kurt Schönhammer | mei 1944         |      |
| Hauptmann | Roman Wilpricht  | 15 oktober 1944  |      |